# 라데스

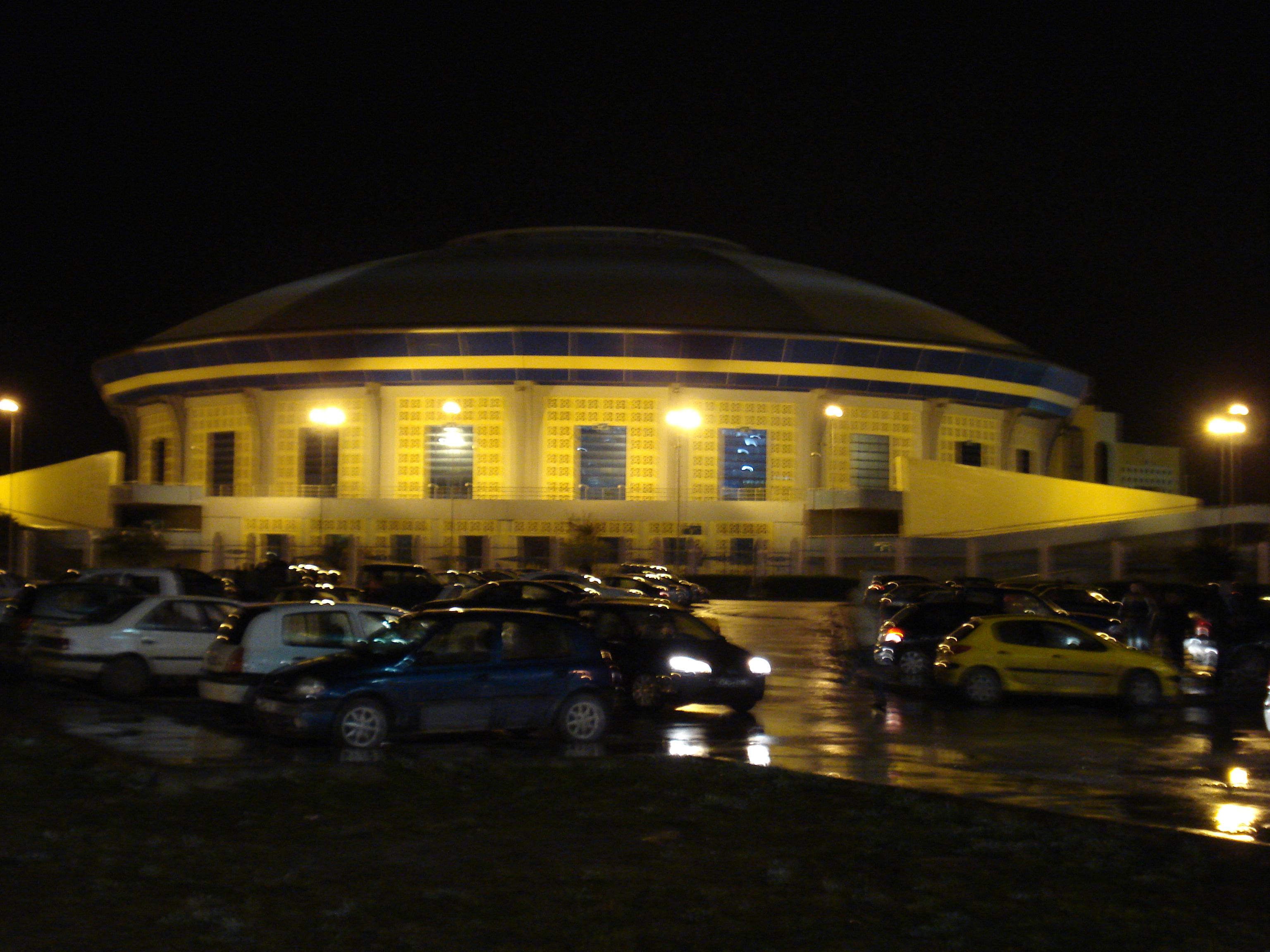
라데스

라데스(영어: ‎Radès, 아랍어: رادس)는 튀니지 벤아루스 주에 있는 도시이다. 인구는 75,893명(2007년)이며, 고도는 50m이다.